# Ԓ
Ԓ ԓ — Кирилична буква створена за допомогою модифікації букви Л, використовуєтся в: чукотській, хантійській і ітельменській мові,
Використовуєтся як Глухий ясенний боковий фрикативний, [ɬ] або [l̥]
| Мова           | Слово          | МФА            | Значення |
| -------------- | -------------- | -------------- | -------- |
| Чукотська      | йиԓииԓ         | jiɬiːɬ         | Язик     |
| Хантыйська     | вөйәт ԓор нуви | wɵjət ɬor nuwi | Серпень  |
| Ітельльменська | ԓыԓԓэн         | ɬəɬːən         | Річка    |

## Чукотська мова
В чукотській мові означає глухий латеральний [ɬ], Буква була додана і 1980-х через відсутність в чукотській мові звука який відповідав звичайній Л, Л — використовуєтся на практиці, а Ԓ в літературі і праці.

## Хантійська мова
В Хантійській мові також означає глухий латеральный [l̥], але в більшостях діалектах звучить як "l" або як "t". Але цю букву дуже часто заміняють на: Звичайну Л, Л з апострофом [Л’], або навіть на Ԯ (вона була створена як заміна Ԓ).

## Ітельменська мова
В ітельменській мові за звучить також як в чукотській мові [ɬ], була додана в 1984-1988-х роках під час додавання в ітельменську мову кирилиці.

## Плутанина з іншими буквамми
Як було раніше описано, Букву Ԓ плутають з буквою Ԯ (Л з хвостом), Буква Ԯ є також в саамській мові, а причина путання в інтернеті є то, що букву Ԯ (саамську) впровадили в версію Юнікод 3.2 (2002-го року) і є в більшостях шрифтах, а букву Ԯ (звичайну) впровадили в Юнікод 7.0 (2014-го року), А саму букву Ԓ впровадили в на 3 роки пізніше саамської Ԯ, у юнікод 5.0 2005-го року, но в більшості шрифтів використовуєтся Ԯ